# Clarkia unguiculata
Espèce
Synonymes
Clarkia elegans
Clarkia unguiculata est une espèce de plantes à fleurs de la famille des Onagracées, connues sous les noms vernaculaires de Clarkia élégant (Clarkia elegans) ou Garland de montagne. C'est une plante sauvage endémique de la Californie, où on peut la trouver dans de nombreux sous-bois.
Elle est répandue dans des forêts de chênes, avec d'autres fleurs sauvages typiques de ces sous-bois incluant Calochortus luteus, Cynoglossum grande et Delphinium variegatum. C. unguiculata présente une tige grêle, glabre et cireuse n'excédant pas un mètre de haut et porte d'occasionnelles feuilles étroites. Les fleurs voyantes sont poilues, à sépales soudés formant une tasse sous la corolle, et quatre pétales de 1 à 2,5 cm de long. Les pétales cordiformes sont d'une nuance de rose, rouge à violet et sont minces et en forme de losange ou triangulaires. Il y a huit longues étamines, et à l'extérieur quatre  gros anthères rouges. Les stigmates dépassent de la fleur, et peuvent être assez grands. Les fleurs du genre Clarkia sont principalement pollinisées par des abeilles présentes dans leur habitat naturel. Mais, indépendamment, les Clarkias pratiquent aussi l'auto-pollinisation.".
C'est une fleur annuelle très prisée pour sa floraison printanière rapide et abondante. C'est pour cette raison qu'on la qualifie comme étant une plante pour les jardiniers débutants par excellence.

## Synonyme
Clarkia elegans